# Martina Beck
Martina Beck, geb. Glagow (* 21. September 1979 in Garmisch-Partenkirchen) ist eine ehemalige deutsche Biathletin.

## Leben
Martina Glagow wuchs nach kurzen Aufenthalten in Ulm und Murnau – bedingt durch den Beruf ihres Vaters bei der Bundeswehr – in Mittenwald auf. An den ersten Schullanglaufrennen nahm sie in der vierten Klasse teil. Für den Biathlonsport wurde sie von Trainer Jörg Brandt entdeckt.
Ab 1990 besuchte Martina Glagow das Gymnasium der St.-Irmengard-Schule in Garmisch-Partenkirchen. 1996 wurde sie in den C-Kader des Deutschen Skiverbands aufgenommen und entschied sich für eine Laufbahn im Sport. Im August 1996 wurde sie bei der Sportschule des Bundesgrenzschutzes (gegenwärtig Bundespolizei) in Bad Endorf als Polizeimeisteranwärterin eingestellt. Im September 2000 bestand die 1,58 Meter große Sportlerin die Abschlussprüfung zur Polizeimeisterin.
Martina Beck ist seit dem 24. Juli 2008 mit dem ehemaligen österreichischen Biathleten Günther Beck verheiratet. Das Paar hat zwei Töchter und einen Sohn, die zwischen April 2011 und August 2014 geboren wurden. Beck hat eine jüngere Schwester und lebt seit Ende August 2010 in Höhnhart.

## Karriere

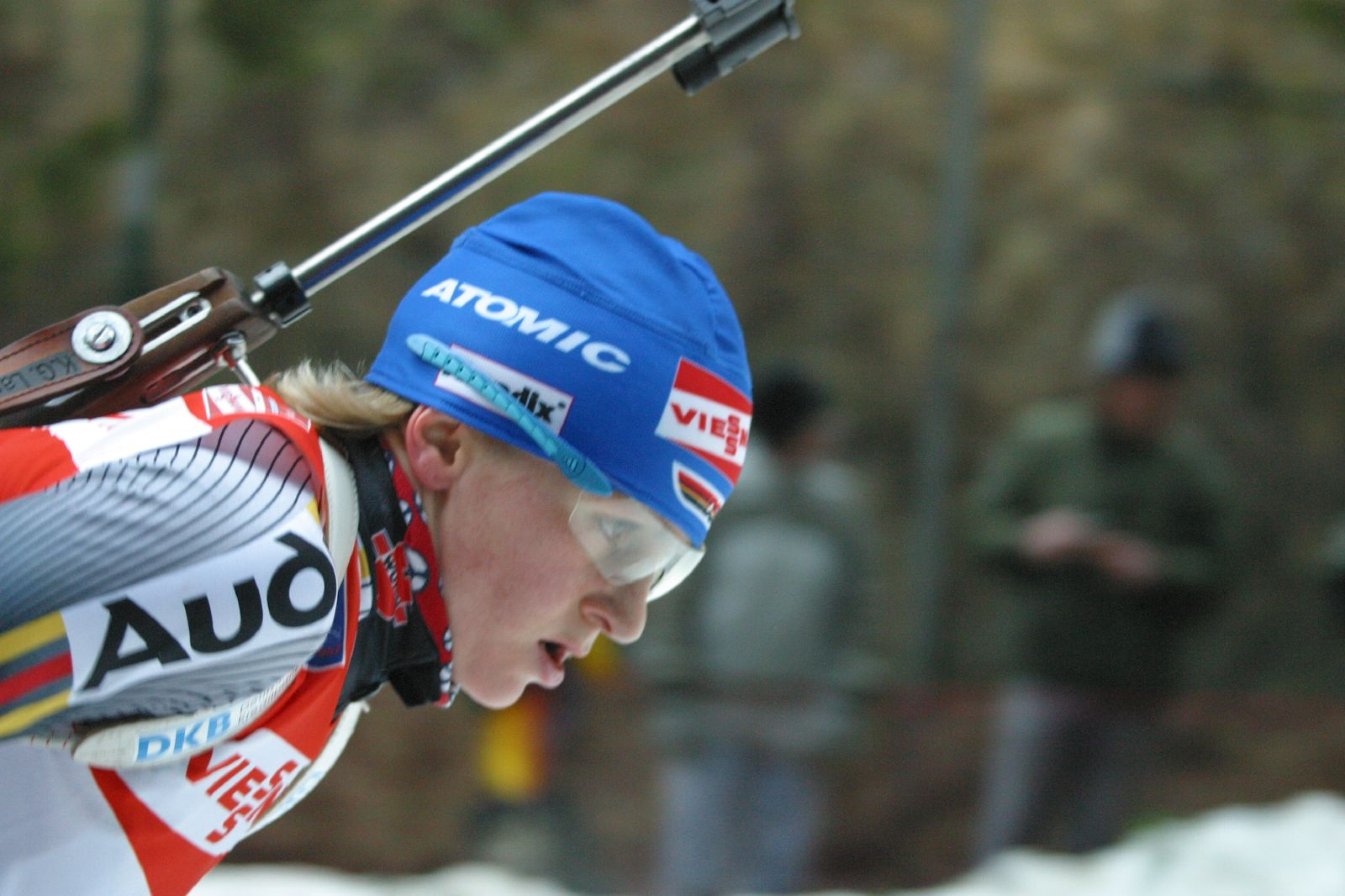
Martina Glagow beim Verfolgungsrennen in Oberhof, Januar 2007

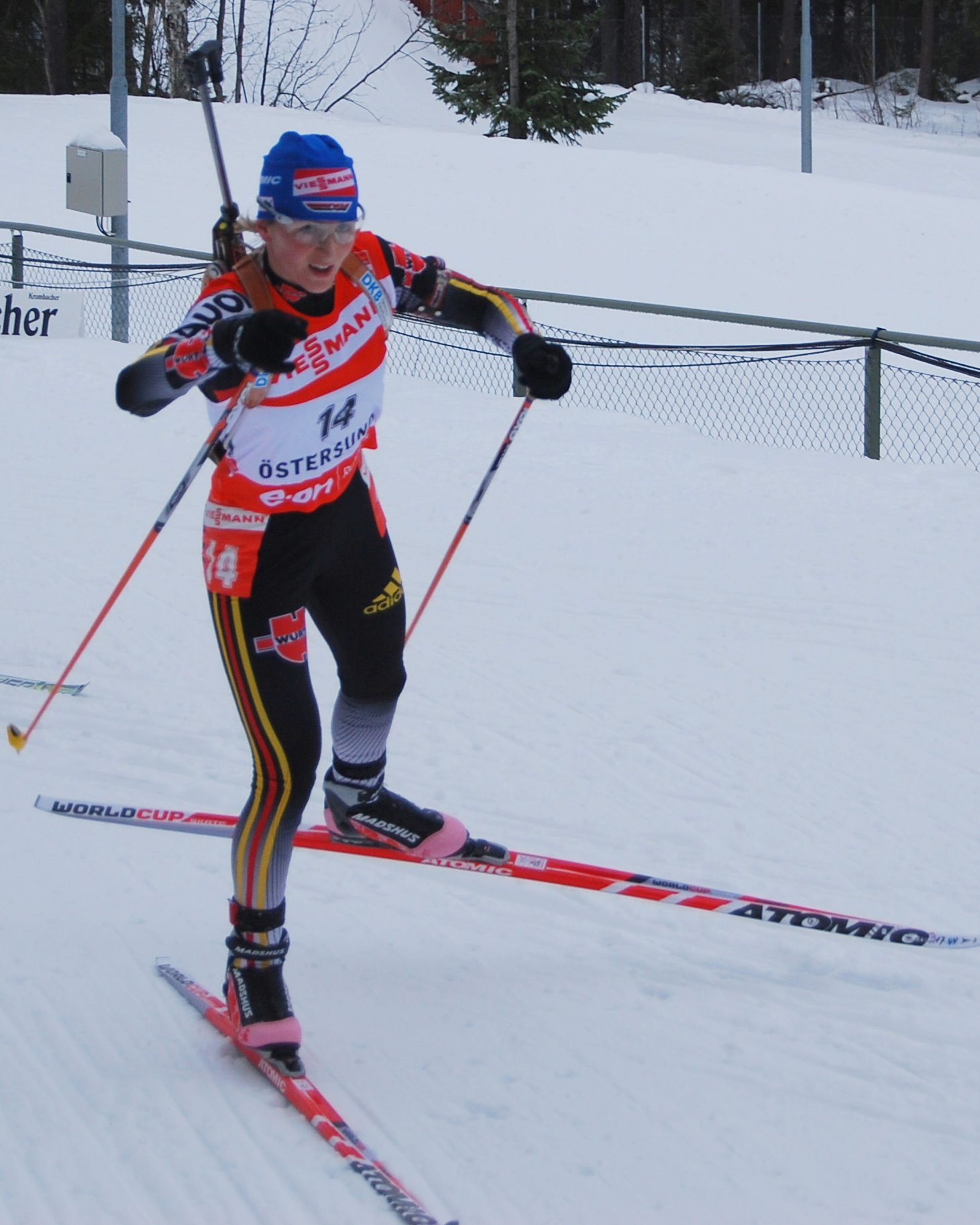
Martina Glagow während der Weltmeisterschaften in Östersund, Februar 2008

Bereits im Juniorenbereich war Martina Glagow vierfache Weltmeisterin. Bei den Biathlon-Weltmeisterschaften 2001 im slowenischen Pokljuka gelang ihr der Durchbruch, als sie im Massenstart Zweite wurde. Bei den Weltmeisterschaften 2003 im russischen Chanty-Mansijsk wurde sie Weltmeisterin in der Verfolgung neben der zeitgleichen Französin Sandrine Bailly. In der Saison 2002/03 gewann sie als erste Deutsche den Gesamtweltcup und darüber hinaus den Verfolgungsweltcup.
Auch bei den Biathlon-Weltmeisterschaften 2004 in Oberhof war sie die erfolgreichste deutsche Biathletin mit einer Silber- und zwei Bronzemedaillen. Von Beginn ihrer sportlichen Laufbahn an präparierte Vater Martin Glagow als Skitechniker ihre Skier bei allen Wettkämpfen und war viele Jahre für sie als Manager tätig.
An den Weltmeisterschaften 2005 in Hochfilzen konnte sie aufgrund einer Erkrankung nicht teilnehmen. Für sie rückte Andrea Henkel ins deutsche Team, die später Weltmeisterin im Einzel wurde. Bei den Olympischen Winterspielen 2006 in Turin gewann Glagow am Austragungsort Cesana San Sicario drei Silbermedaillen im Einzel, in der Verfolgung und mit der Staffel. Auch bei den Weltmeisterschaften 2007 in Antholz gewann sie drei Medaillen. Sie holte Gold mit der Staffel, Silber im Massenstart und Bronze im Einzelrennen. Ihre Stärke als eine der besten Schützinnen im gesamten Teilnehmerfeld des Weltcups stellte sie bei den Weltmeisterschaften 2008 in Östersund erneut unter Beweis, als sie im Einzelrennen die Silbermedaille gewann. Beim Staffelrennen verteidigte sie als Startläuferin derselben Mannschaft wie im Vorjahr den Titel.
Die Saison 2007/08 begann Glagow mit zwei Siegen und einem dritten Platz bei den ersten drei Rennen in Kontiolahti. Zwei weitere Podestplätze in Pokljuka und beim WM-Rennen in Östersund sowie acht Platzierungen unter den ersten zehn brachten ihr den Gewinn des Einzelweltcups in dieser Saison.
2010 gewann sie zusammen mit Kati Wilhelm, Simone Hauswald und Andrea Henkel die Bronzemedaille in der Biathlonstaffel bei den Olympischen Winterspielen in Vancouver.
Mit Abschluss der Weltcupsaison 2009/10 beendete Beck ihre Karriere als Profisportlerin.

## Erfolge
- Olympische Winterspiele:
  - 2010: 1 × Bronze (Staffel)
  - 2006: 3 × Silber (Einzel, Verfolgung, Staffel)

- Weltmeisterschaften:
  - 2001: 1 × Silber (Massenstart)
  - 2003: 1 × Gold (Verfolgung), 1× Bronze (Staffel)
  - 2004: 1 × Silber (Verfolgung), 2× Bronze (Sprint, Staffel)
  - 2007: 1 × Gold (Staffel), 1× Silber (Massenstart), 1× Bronze (Einzel)
  - 2008: 1 × Gold (Staffel), 1× Silber (Einzel)
  - 2009: 1 × Silber (Staffel)

- Gesamtweltcup:
  - 1 × Gesamtweltcup-Siegerin (2002/03)
  - 1 × Platz 3 (2005/06)

- Disziplinen-Weltcup:
  - 1 × Siegerin im Verfolgungs-Weltcup (2002/03)
  - 1 × Siegerin im Massenstart-Weltcup (2005/06)
  - 1 × Siegerin im Einzel-Weltcup (2007/08)

- Weltcupsiege:
  - 24, 15 × in einer Einzeldisziplin und 9 × mit einer Staffel

## Weltcupplatzierungen
Die Tabelle zeigt alle Platzierungen (je nach Austragungsjahr einschließlich Olympische Spiele und Weltmeisterschaften).
- 1.–3. Platz: Anzahl der Podiumsplatzierungen
- Top 10: Anzahl der Platzierungen unter den ersten zehn (einschließlich Podium)
- Punkteränge: Anzahl der Platzierungen innerhalb der Punkteränge (einschließlich Podium und Top 10)
- Starts: Anzahl gelaufener Rennen in der jeweiligen Disziplin
- Staffel: inklusive Mixed- und Single-Mixed-Staffeln

| Platzierung                         | Einzel | Sprint | Verfolgung | Massenstart | Staffel | Gesamt |
| ----------------------------------- | ------ | ------ | ---------- | ----------- | ------- | ------ |
| 1. Platz                            | 3      | 4      | 6          | 2           | 9       | 24     |
| 2. Platz                            | 3      | 1      | 4          | 3           | 14      | 25     |
| 3. Platz                            | 3      | 9      | 4          |             | 5       | 21     |
| Top 10                              | 21     | 39     | 43         | 18          | 34      | 155    |
| Punkteränge                         | 31     | 80     | 69         | 40          | 34      | 254    |
| Starts                              | 33     | 93     | 71         | 40          | 34      | 271    |
| Stand: 27. März 2010 (Karriereende) |        |        |            |             |         |        |

## Weltcupsiege
| Nr. | Datum             | Ort                   | Disziplin             |
| --- | ----------------- | --------------------- | --------------------- |
| 1.  | 20. Januar 2000   | Antholz               | Sprint (7,5 km)       |
| 2.  | 13. Februar 2000  | Östersund             | Verfolgung (10 km)    |
| 3.  | 16. Februar 2003  | Oslo                  | Verfolgung (10 km)    |
| 4.  | 16. März 2003     | Chanty-Mansijsk (ws1) | Verfolgung (10 km)    |
| 5.  | 18. Dezember 2003 | Osrblie               | Einzel (15 km)        |
| 6.  | 9. Dezember 2004  | Oslo                  | Einzel (15 km)        |
| 7.  | 8. Januar 2006    | Oberhof               | Massenstart (12,5 km) |
| 8.  | 22. Januar 2006   | Antholz               | Massenstart (12,5 km) |
| 9.  | 23. März 2006     | Oslo                  | Sprint (7,5 km)       |
| 10. | 2. März 2007      | Lahti                 | Sprint (7,5 km)       |
| 11. | 4. März 2007      | Lahti                 | Verfolgung (10 km)    |
| 12. | 29. November 2007 | Kontiolahti           | Einzel (15 km)        |
| 13. | 30. November 2007 | Kontiolahti           | Sprint (7,5 km)       |
| 14. | 7. Dezember 2008  | Östersund             | Verfolgung (10 km)    |
| 15. | 13. Dezember 2008 | Hochfilzen            | Verfolgung (10 km)    |

| Nr. | Datum             | Ort             | Disziplin    |
| --- | ----------------- | --------------- | ------------ |
| 1.  | 23. Januar 2000   | Antholz         | Damenstaffel |
| 2.  | 7. Dezember 2001  | Hochfilzen      | Damenstaffel |
| 3.  | 2. März 2002      | Lahti           | Damenstaffel |
| 4.  | 11. Februar 2007  | Antholz (ws2)   | Damenstaffel |
| 5.  | 9. Dezember 2007  | Hochfilzen      | Damenstaffel |
| 6.  | 16. Dezember 2007 | Pokljuka        | Damenstaffel |
| 7.  | 17. Februar 2008  | Östersund (ws3) | Damenstaffel |
| 8.  | 14. März 2009     | Vancouver       | Damenstaffel |
| 9.  | 6. Dezember 2009  | Östersund       | Damenstaffel |

## Auszeichnungen
- Goldener Ski 2003 des Deutschen Skiverbandes
- Verleihung der Ehrenbürgerschaft von Mittenwald am 2. März 2006
- Silbernes Lorbeerblatt 2006 und 2010
- Winterstar 2007 in der Kategorie Beste Mannschaft (Biathlonstaffel), gewählt von den Zuschauern des Bayerischen Rundfunks und den Lesern der Bild
- Bayerischer Sportpreis 2010